# Lars Bohinen
Lars Roar Bohinen (Vadsø, Noruega, 8 de septiembre de 1969) es un ex-futbolista  y entrenador noruego. Es el entrenador del Stabæk IF desde la temporada 2022.
Como futbolista, se desempeñó de centrocampista.

## Selección nacional
Lars Bohinen debutó con la selección noruega el 25 de octubre de 1989 en Kuwait, en un empate a 2-2. Después de una exitosa clasificación para la Copa Mundial, la participación de Noruega en la Copa Mundial de la FIFA Estados Unidos 1994 marcó la primera vez desde la Copa Mundial de la FIFA 1938 que había celebrado un torneo final. El equipo dirigido por Erik Thorstvedt, Rune Bratseth, Stig Inge Bjørnebye, Alf-Inge Haaland y Lars Bohinen había dejado atrás a las selecciones favoritas de Holanda e Inglaterra. Lars Bohinen marcó el segundo gol del equipo noruego el 2 de junio de 1993 en su victoria por 2-0 en casa sobre Inglaterra. Tras su nombramiento a la selección noruega para la Copa Mundial de la FIFA, Bohinen, de 24 años, jugó los tres partidos de la fase de grupos (1-0 contra México, 1-0 contra Italia y 0-0 contra Irlanda), pero fue eliminado con su equipo en igualdad de condiciones con los tres rivales de la fase de grupos después de la ronda preliminar.

## Clubes

### Como jugador
| Club              | País       | Año       | Partidos | Goles |
| Bærum SK          | Noruega    | 1986      | 2        | 0     |
| FC Lyn Oslo       | Noruega    | 1987      | 20       | 3     |
| Vålerenga Fotball | Noruega    | 1988-1989 | 33       | 5     |
| Viking FK         | Noruega    | 1990      | 10       | 0     |
| BSC Young Boys    | Suiza      | 1990-1993 | 58       | 6     |
| Lillestrøm SK     | Noruega    | 1993      | 19       | 1     |
| Nottingham Forest | Inglaterra | 1993-1995 | 64       | 7     |
| Blackburn Rovers  | Inglaterra | 1995-1998 | 59       | 7     |
| Derby County      | Inglaterra | 1998-2001 | 56       | 1     |
| Lyngby BK         | Dinamarca  | 2001-2002 | 26       | 0     |
| FC Nordsjælland   | Dinamarca  | 2003      | 2        | 0     |
| Vålerenga Fotball | Noruega    | 2003-2005 | 6        | 2     |

### Como entrenador
| Club                           | País      | Año       |
| ------------------------------ | --------- | --------- |
| Vålerenga Fotball (asistente)  | Noruega   | 2004-2006 |
| Stabæk IF (Director deportivo) | Noruega   | 2007-2009 |
| Asker Fotball                  | Noruega   | 2012-2013 |
| Sandefjord Fotball             | Dinamarca | 2014-2017 |
| Aalesund FK                    | Noruega   | 2018-2020 |
| Sarpsborg 08                   | Noruega   | 2021      |
| Stabæk IF                      | Noruega   | 2022-2023 |

## Vida personal
Su hijo Emil es futbolista profesional.
- Datos: Q924516
- Multimedia: Lars Bohinen / Q924516